# Смриечье
Смриечье (серб. Смријечје / Smriječje) — село в общине Вишеград Республики Сербской Боснии и Герцеговины. Население составляет 39 человек по переписи 2013 года.